# Trirhithrum fraternum
Trirhithrum fraternum är en tvåvingeart som beskrevs av Munro 1934. Trirhithrum fraternum ingår i släktet Trirhithrum och familjen borrflugor. Inga underarter finns listade i Catalogue of Life.